# Phyllophora karnyi
Phyllophora karnyi är en insektsart som beskrevs av Kästner 1933. Phyllophora karnyi ingår i släktet Phyllophora och familjen vårtbitare. Inga underarter finns listade i Catalogue of Life.